# Powerman 5000
Powerman 5000 er et amerikansk metal band dannet i 1991.

## Diskografi
- The Blood-Splat Rating System/Mega!! Kung Fu Radio (1995/1997)
- Tonight the Stars Revolt! (1999)
- Anyone for Doomsday? (2001)
- Transform (2003)
- Destroy What You Enjoy (2006)
- Somewhere on the Other Side of Nowhere (2009)
- Copies, Clones & Replicants (2011)
- Builders of the Future (2014)
- New Wave (2017)
- The Noble Rot (2020)